# New Zealand Knights Football Club
Il New Zealand Knights Football Club (noto come Football Kingz Football Club fino al 2004) era una squadra di calcio neozelandese con sede ad Auckland. Questo club militava nella Hyundai A-League, il massimo campionato calcistico australiano, prima di essere rimpiazzato dal Wellington Phoenix a partire dalla stagione 2007/2008.

## Storia
I Football Kingz aderirono alla National Soccer League nel 1999 e vi giocarono per i cinque anni successivi. Il loro miglior risultato fu l'ottavo posto nella stagione 1999/2000, risultato ripetuto anche l'anno successivo. Nei campionati 2001/2002 e 2003/2004, i Kingz chiusero all'ultimo posto.
Nel 2005 fu attribuito alla Nuova Zelanda uno degli otto posti nella nuova prima divisione australiana, la A-League. John Adshead, che aveva condotto la nazionale di calcio della Nuova Zelanda alla loro unica apparizione al mondiale nel 1982, fu nominato allenatore dei Kingz. Il difensore della nazionale kiwi Danny Hay fu scelto per il ruolo di capitano.
Nello stesso anno, la società cambiò nome in New Zealand Knights in vista del debutto nella A-League. Questo fu il risultato di una ricerca di mercato per migliorare l'identità della squadra; secondo questa indagine il 76% degli intervistati era favorevole al cambio di nome.
Nonostante avessero numerosi giocatori reduci dai campionati britannici, i Knights non furono molto considerati dalla critica e i fatti confermarono le attese: al loro debutto nella A-League si dimostrarono non all'altezza della situazione.
Nell'aprile 2006, dopo una stagione dai risultati scarsi, John Adshead si dimise. Paul Nevin fu confermato come manager un mese dopo, posizione in cui era subentrato momentaneamente a Adshead.
Il pubblico attirato allo stadio dai Knights rimase però sempre molto basso, il che spinse la Federcalcio australiana a valutare se revocare la licenza per partecipare alla A-League. La revoca arrivò nel 2007: la squadra di Auckland venne rimpiazzata con un nuovo club, il Wellington Phoenix FC.

## Allenatori

### Allenatori dei Football Kingz FC nella NSL
| Nome          | Nazione                  | Da             | A             | Risultati | Risultati | Risultati | Risultati | Risultati | Risultati | Risultati | Risultati |
| Nome          | Nazione                  | Da             | A             | G         | V         | N         | P         | GF        | GS        | DR        | Pt        |
| ------------- | ------------------------ | -------------- | ------------- | --------- | --------- | --------- | --------- | --------- | --------- | --------- | --------- |
| Wynton Rufer  | Nuova Zelanda (bandiera) | ottobre 1999   | aprile 2001   | 64        | 27        | 12        | 25        | 109       | 111       | -2        | 91        |
| Mike Peterson | Nuova Zelanda (bandiera) | ottobre 2001   | ottobre 2001  | 4         | 0         | 1         | 3         | 6         | 14        | -8        | 1         |
| Shane Rufer   | Nuova Zelanda (bandiera) | novembre 2001  | novembre 2001 | 2         | 1         | 1         | 0         | 4         | 3         | 1         | 4         |
| Kevin Fallon  | Nuova Zelanda (bandiera) | novembre 2001  | aprile 2002   | 18        | 2         | 3         | 13        | 18        | 41        | -23       | 9         |
| Ken Dugdale   | Inghilterra (bandiera)   | settembre 2002 | novembre 2003 | 32        | 7         | 7         | 18        | 36        | 63        | -27       | 28        |
| Tommy Mason   | Nuova Zelanda (bandiera) | novembre 2003  | febbraio 2004 | 16        | 3         | 2         | 11        | 15        | 33        | -18       | 11        |
| Totale        |                          | ottobre 1999   | febbraio 2004 | 136       | 40        | 26        | 70        | 188       | 265       | -77       | 146       |

### Allenatori dei New Zealand Knight FC nella A-League
| Nome           | Nazione                  | Da            | A             | Risultati | Risultati | Risultati | Risultati | Risultati | Risultati | Risultati | Risultati |
| Nome           | Nazione                  | Da            | A             | G         | V         | N         | P         | GF        | GS        | DR        | Pt        |
| -------------- | ------------------------ | ------------- | ------------- | --------- | --------- | --------- | --------- | --------- | --------- | --------- | --------- |
| John Adshead   | Nuova Zelanda (bandiera) | gennaio 2005  | aprile 2006   | 21        | 1         | 3         | 17        | 15        | 47        | -32       | 6         |
| Paul Nevin     | Inghilterra (bandiera)   | maggio 2006   | novembre 2006 | 12        | 2         | 1         | 9         | 4         | 26        | -22       | 7         |
| Barry Simmonds | Inghilterra (bandiera)   | novembre 2006 | novembre 2006 | 4         | 0         | 2         | 2         | 3         | 8         | -5        | 2         |
| Ricki Herbert  | Nuova Zelanda (bandiera) | dicembre 2006 | gennaio 2007  | 5         | 3         | 1         | 1         | 6         | 5         | 1         | 10        |
| Totale         |                          | agosto 2005   | gennaio 2007  | 42        | 6         | 7         | 29        | 28        | 86        | -58       | 25        |

## Stadio
Il North Harbour Stadium è situato ad Albany, a nord di Auckland. Questo impianto venne inaugurato nel 1997, ed è utilizzato unicamente per giocare a calcio e a rugby.
Il North Harbour Stadium può ospitare fino a 25.000 spettatori: 19.000 posti a sedere e 6.000 nel prato intorno al terreno di gioco.